# ゲット・イナフ
「ゲット・イナフ」（Get Enough）は、ポール・マッカートニーの楽曲で、2019年1月1日に配信限定シングルとしてリリースされた。

## 概要
1月1日にのサプライズで配信限定でリリースされた。ちなみに、ポールの作品が告知もなく発売されたのは、本作が初となる。
1月5日には、ポールが本作に合わせて踊る映像が、ポールの公式Instagramで公開された。
後に、5月10日に3000セット限定でリリースされた『エジプト・ステーション (トラベラーズ・エディション)』と、5月17日にリリースされた『エジプト・ステーション (エクスプロラーズ・エディション)』に収録された。
ブラジルのiTunesチャートでは、最高21位を獲得した。

## 構成
「ゲット・イナフ」は、ピアノの主体のバラードで、ポールのボーカルにはオートチューンが使用されている。ポールの楽曲において初めてオートチューンが使用されたのは、本作が初となる。
曲は、プロデューサーとして参加したライアン・テダーやザック・スケルトンとの共作。ちなみに、アルバム『エジプト・ステーション』のレコーディング時期にライアンがポールと共に書いた楽曲は、本作の他に「ファー・ユー」と「ナッシング・フォー・フリー」がある。

## パーソネル
- ポール・マッカートニー - リード・ボーカル、ベース、ピアノ、アコースティック・ギター、ハープシコード、シンセサイザー、シンセベース、ドラムス
- ライアン・テダー - プログラミング、バッキング・ボーカル
- ザック・スケルトン - 編集、プログラミング[9]